# Radical hidroxil

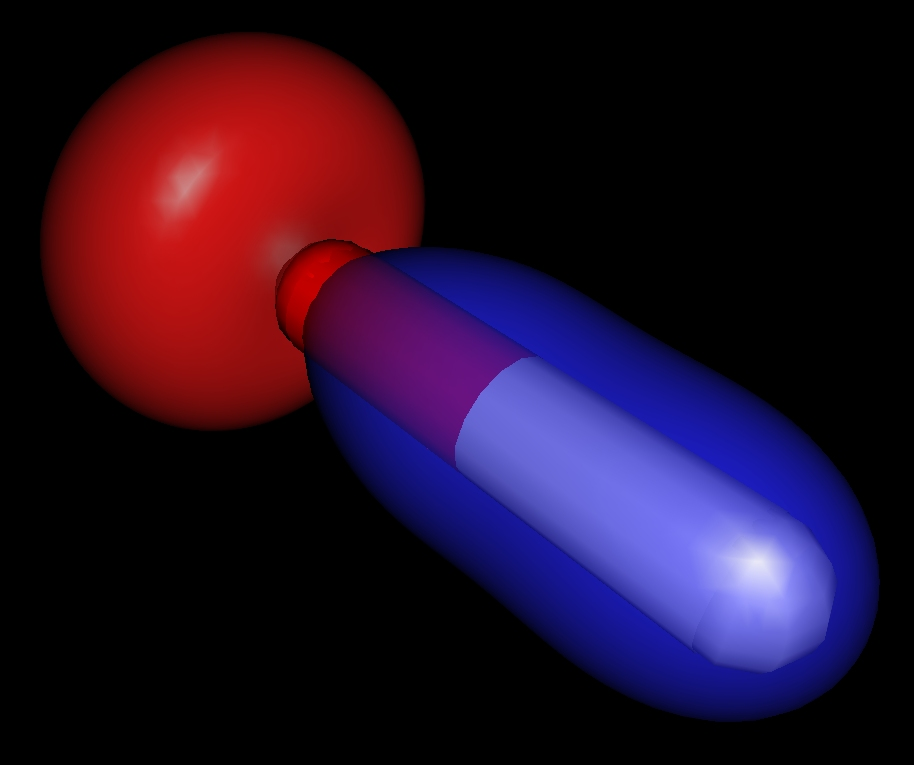
Radical hidroxil

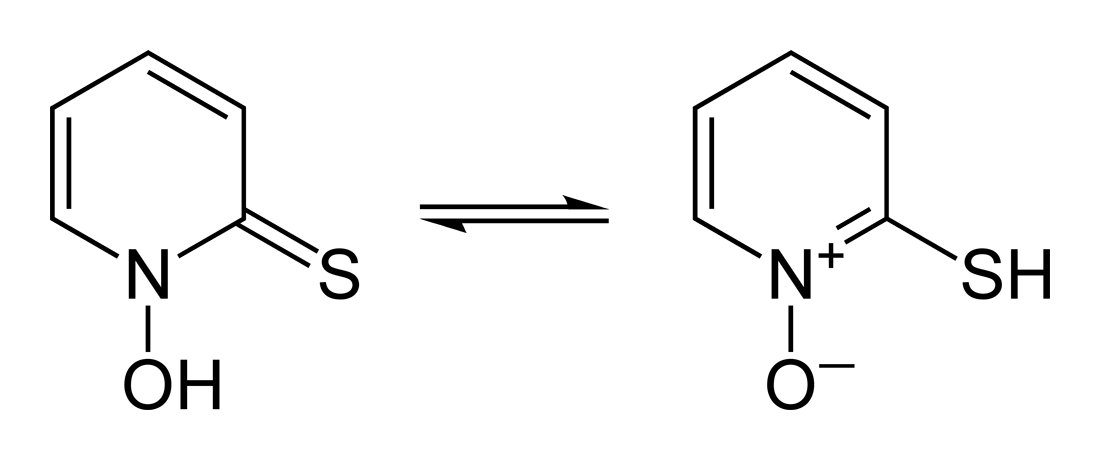
Fórmula de la 1-hidroxi-2(1H)-piridinetina i el seu tautòmer

El radical hidroxil, •HO, és la forma neutra de l'ió hidròxid (HO–). Els radical hidroxil són molt reactius i en conseqüència són de vida curta; tanmateix, formen una part important de la química dels radicals. Sovint s'anomena el detergent de l'atmosfera, perquè controla la capacitat d'aquesta d'eliminar els agents contaminants. És l'agent oxidant més important de l'atmosfera perquè és el principal responsable d'eliminar la majoria dels gasos emesos a l'atmosfera tant per causes naturals com per l'activitat antropogènica.
Estudis sobre la troposfera i les regions polars han revelat discrepàncies entre els models de predicció de la quantitat de HOx (entenem per HOx, els radicals hidroxil i hidroperoxil HO• + HOO•) i les quantitats mesurades. Aquestes diferències no només corroboren la dificultat de mesurar la concentració d'HO• a l'atmosfera, sinó la variabilitat que prové del desconeixement d'algunes de les fonts de generació del radical. L'estimació de la quantitat d'aquest radical a l'atmosfera és d'entre el 10-13% i 10-10% dels gasos presents.

## Processos de formació
La majoria dels radicals hidroxil es produeixen per la descomposició dels peròxids orgànics hidroperòxids (ROHO) o, en la química atmosfèrica per la reacció d'oxigen atòmic excitat amb aigua. També és un radical important format en la química radioactiva, donat que porta a la formació de peròxid d'hidrogen i oxigen la qual cosa pot augmentar la corrosió Els radicals hidroxil també es formen durant la dissociació de la llum ultraviolada d'H₂O₂ (suggerida el 1879) i probablement en la química del reactiu de Fenton.
En la síntesi orgànica els radicals hidroxil es generen comunament per fotòlisi d'1-Hidroxi-2(1H)-piridinetiona.
Pel que fa a la química atmosfèrica, el radical hidroxil es forma majoritàriament a la troposfera a partir de la fotòlisi d'ozó mitjançant un seguit de reaccions radicalàries:
L'ozó genera oxigen excitat a radiacions de longitud d'ona menor de 320 nm.
Aquest oxigen excitat pot reaccionar amb l'aigua per generar dos radicals hidroxil, o desexcitar-se al seu estat fonamental per quenching.
En el cas de desexcitar-se tornarà a formar-se l'ozó mitjançant la reacció:
On M és una molècula sobre la qual es dona la reacció, que normalment és O₂ o N₂ que són les més abundants.
L'oxigen atòmic també es genera a la troposfera per la fotòlisi de NO₂:
Una altra font important de formació del radical hidroxil, a elevades altituds, és la fotòlisi de l'aigua:

## Reactivitat del radical hidroxil

### Química atmosfèrica: Radical hidroxil com a reactiu

#### Reacció de destrucció de l'ozó
El radical OH• format en els anteriors processos, catalitzen el cicle de destrucció d'ozó més important, a l'atmosfera no contaminada.
El radical H· també participa en el cicle catalític de la destrucció de l'ozó, on es genera i s'elimina un radical hidroxil.

#### Reactivitat amb el metà
Una de les reaccions més importants on el radical hidroxil és eliminat de la troposfera, és la reacció amb el metà, que és l'hidrocarbur atmosfèric més abundant i important.
És un contaminant primari que es forma de manera natural en diverses reaccions anaeròbiques del metabolisme. El bestiar, les reaccions de putrefacció i la digestió dels tèrmits, forma metà en grans quantitats. També es desprèn del gas natural, del qual és un component majoritari i en algunes combustions. Així mateix es formen grans quantitats de metà en els processos d'origen humà fins a constituir, segons alguns autors, prop del 50% de l'emès a l'atmosfera.
Desapareix de l'atmosfera a conseqüència de reaccionar amb els radicals •OH formant, entre altres compostos, ozó. La seva vida mitjana a la troposfera és d'entre 5 i 10 anys.
Es considera que no produeix danys en la salut ni en els éssers vius, però influeix de manera significativa en l'efecte hivernacle i també en les reaccions estratosfèriques.
A Espanya, la gran majoria del metà emès a l'atmosfera prové de quatre fonts, en proporcions molt similars: l'agricultura i ramaderia, el tractament de residus, el tractament i distribució de combustibles fòssils i les emissions naturals que tenen lloc, sobretot, en les zones humides.

#### Radical hidroxil com a reactiu de seqüències de reaccions
El radical hidroxil participa en l'eliminació de la major part del clorur de metil (CH₃Cl) troposfèric, un dels contaminants naturals més importants que es produeix en reaccions biològiques en els oceans. Una petita quantitat de clorur de metil es desvia a la estratosfera i es fotolitza:
El radical hidroxil també és un precursor de la formació d'àcid sulfúric (responsable, entre d'altres, de la pluja àcida) a partir de l'oxidació del diòxid de sofre de l'atmosfera.
Els motors de combustió interna, a més de ser una font de NOx, emeten simultàniament
hidrocarburs volàtils no cremats que s'oxiden a través de reaccions iniciades pel radical hidroxil altament reactiu. Per alcans trobem que en la reacció d'iniciació del mecanisme d'oxidació s'elimina OH·, en canvi en la reacció global del mecanisme es genera quatre molècules de radical:
La reacció neta per l'oxidació d'alcans a l'atmosfera implica una acumulació de
radicals hidroxil que conduirien a una acceleració en la taxa d'oxidació:
Aquesta acceleració no s'observa a causa de diverses reaccions de terminació que
eliminen els radicals hidroxil de l'atmosfera, com per exemple la reacció amb el diòxid de nitrogen per la consegüent formació d'àcid nítric, àcid soluble en aigua que s'eliminarà de l'atmosfera en forma de precipitació.
El radical hidroxil també oxida els Compostos Orgànics Volàtils(Volatile Organic Compounds, VOCs). Molts d'aquests compostos tenen propietats ecotoxicològiques indesitjables.

### OH• i els Processos d'Oxidació Avançada (Advanced Oxidation Processes, AOPs)
El concepte “oxidació avançada” va ser introduït pel Dr. William H. Glaze i el seu equip d'investigació el 1987, en un estudi sobre la generació de radicals hidroxil mitjançant la combinació d'ozó, peròxid i llum ultraviolada. Processos d'oxidació avançada es defineixen com aquells que impliquen la generació d'una quantitat suficient de radicals hidroxil per l'obtenció d'una aigua purificada i eliminació de contaminants en aire.
Els diferents processos que engloba el terme AOPs han de ser capaços d'eliminar compostos orgànics solubles no biodegradables presents en el medi (Parson i Williams, 2004). Aquests presenten diferències en la generació del radical hidroxil (OH•) generat “in situ”. A la taula apareixen el processos més comuns dividits en dos grups: processos fotoquímics i processos no fotoquímics.
| Processos fotoquímics | Processos no fotoquímics |
| --- | --- |
| - UV/H₂O₂ - UV/O₃ - UV/untrasons - Foto-Fenton (H₂O₂/Fe2+/UV) - Fotocatàlisi heterogènia - Fotòlisi en UV de buit. - Microones? | - Ozonització - Fenton (H₂O₂/Fe2+) - Ultrasons (US) - Oxidació electroquímica - Oxidació supercrítica de l'aigua - Radiació iònica - Irradiacio amb feixos d'electrons - Oxidació humida - Impuls de plasma |
L'eficiència d'aquestes tècniques és deguda al fet que els processos involucrats són factibles termodinàmicament i per la producció d'una oxidació ràpida per la participació de radicals, principalment el radical hidroxil (OH•) que és l'espècie oxidant més energètica després del fluor, amb un potencial de 2.80Ev (Andreozzi et al., 1999) i pot reaccionar 10⁶-1012 vegades més ràpid que oxidants alternatius com el O₃ (X. Domènech et al., 2001).
Els processos d'oxidació avançada són emprats per a tractar contaminants a altes i baixes concentracions i augmenten les seves aplicacions a mesura que s'avança científica i tecnològicament en el tema. Cal destacar que són processos respectuosos amb el medi ambient (environmentally friendly) ja que no generen contaminants.

## Importància biològica
Els radicals hidroxil poden danyar pràcticament tots els tipus de macromolècules El radical hidroxil in vivo té una vida mitjana d'aproximadament 10−9 segons i una alta reactivitat. Això el fa un compost molt perillós per l'organisme.
A diferència del superòxid, que pot ser desintoxicat per la superòxid dismutasa, el radical hidroxil no pot ser eliminat per una reacció enzimàtica. Els mecanismes per eliminar els radicals peroxil per a la protecció de les estructures cel·lulars inclouen antioxidants endògens com ara la melatonina i el glutatió i els antioxidants de la dieta, com són el manitol i la vitamina E.

## Efectes ambientals
El radical hidroxil, és l'espècie simple reactiva intermediària més important en els processos químics atmosfèrics, ja que és una de les 
principals espècies oxidants de l'atmosfera terrestre.
La seva reactivitat té un gran impacte en el medi ambient, és un dels principals responsables 
de la destrucció del ozó i, per tant, destruint la seva capa que protegeix dels raigs ultraviolats a la terra.
Tot i així, la seva reacció amb l'ozó es beneficiosa pel medi ambient si es produeix a la troposfera, ja que l'ozó és molt oxidant i reactiu i, per tant, perillós per la vida.
A més la seva presència en ambient contaminats per la presència de fum provinent de la 
combustió de carbó pot portar a la formació d'episodis de boirum clàssic 
ja que pot reaccionar amb el sofre que pugui contenir el carbó.
En presència de matèria orgànica, el radical hidroxil, es produeix en quantitats abundants com a intermedi en la formació de l'smog fotoquímic. Aquest procés, s'obté per fotòlisis del vapor d'àcid nitrós:
El radical hidroxil, està involucrat en diverses transformacions químiques de diferents espècies traça a l'atmosfera. Entre les espècies traça més importants, que reaccionen amb el radical hidroxil, estan el monòxid de carboni, el diòxid de sofre, el sulfur d'hidrogen, el metà i l'oxid nítric.